# Ковач (тврђава)
Ковач (лат. Kovach) је тврђава у Републици Српској (БиХ), чије се рушевине налазе у данашњем Брестову (општина Станари), југозападно од Прњавора. Смештена је на вису Градина (177 мнв) код Радишковића брда на десној обали Укрине, северно од спајања Велике и Мале Укрине.
Једини помен у изворима потиче из 1415. године, када се помиње као утврђење под влашћу Владислава Дубравчића. Подигнута је са циљем да контролише пут који је ишао долином Укрине и повезивао унутрашњост Босне са Савом односно краљевином Мађарском, а није искључена ни могућност да је била седиште жупе Укрине, која се у изворима јавља почетком XIV века (1313. и 1314).